# Austrachelas entabeni
Espèce
Austrachelas entabeni est une espèce d'araignées aranéomorphes de la famille des Gallieniellidae.

## Distribution
Cette espèce est endémique d'Afrique du Sud.

## Publication originale
- Haddad & Mbo, 2017 : A new species of the endemic South African spider genus Austrachelas (Araneae: Gallieniellidae) and first description of the male of A. bergi. Zootaxa, no 4323(1), p. 119-124.